# ماريو دياز بالارت
ماريو دياز بالارت (مواليد 25 سبتمبر 1961) هو سياسي أمريكي وهو عضو في مجلس النواب الأمريكي منتمي للحزب الجمهوري.